# Richard Farda
Richard Farda (* 8. listopadu 1945 Brno) je bývalý český lední hokejista a hokejový trenér, reprezentant Československa. Jeho otcem byl fotbalista a hokejista Eduard Farda. V roce 2010 byl uveden do Síně slávy českého hokeje.

## Klubová kariéra
Hokejově vyrůstal v rodném městě, v klubu Spartak ZJŠ Brno. V první lize debutoval v roce 1962. Během vojenské služby v letech 1963–1965 působil v československé lize v Dukle Jihlava, poté se vrátil do Brna a v letech 1965–1974 hrával za ZKL Brno. V prvním roce po návratu do Brna slavil titul mistra Československa, poslední v sérii brněnských titulů. Celkově v lize odehrál 408 utkání a vstřelil 177 branek.
V roce 1974 společně s Václavem Nedomanským emigroval přes Švýcarsko do Kanady. Tam oba působili ve WHA v klubu Toronto Toros. V roce 1976 se tým přestěhoval do Birminghamu a přejmenoval se na Birmingham Bulls. Ve WHA odehrál tři sezóny, během kterých vstřelil 34 gólů. V roce 1977 se vrátil do Evropy. Závěr kariéry odehrál ve Švýcarsku za Servette Ženevu a SC Curych.

## Reprezentační kariéra
Československo reprezentoval na Zimních olympijských hrách 1972, odkud si přivezl bronzovou medaili. Ve stejném roce byl součástí týmu československých mistrů světa. Na světových šampionátech reprezentoval celkem šestkrát (také v letech 1969, 1970, 1971, 1973 a 1974), kromě zlata v roku 1972 má tak ve sbírce ještě dvě stříbrné a dvě bronzové medaile. V národním týmu zaznamenal celkem 49 gólů ve 149 zápasech.

## Trenérská kariéra
Trenérskou kariéru začínal ve Švýcarsku, poté působil v Německu v týmu ESV Kaufbeuren. Po změně režimu trénoval několik extraligových týmů, např. HC Olomouc, HC Slavia Praha (tu v roce 1994 do extraligy dovedl), HC Lasselsberger Plzeň nebo HC Energie Karlovy Vary.